# Cratyna vagabunda
Cratyna vagabunda är en tvåvingeart som först beskrevs av Johannes Winnertz 1867.  Cratyna vagabunda ingår i släktet Cratyna och familjen sorgmyggor.
Artens utbredningsområde är Tyskland. Inga underarter finns listade i Catalogue of Life.